# Robert Green
Robert Paul Green (Chertsey, 18 gennaio 1980) è un ex calciatore inglese, di ruolo portiere.

## Carriera

### Club
Formatosi nelle giovanili del Norwich City, l'11 aprile 1999 esordisce in prima squadra nel derby terminato a reti inviolate contro l'Ipswich Town. In seguito alla cessione di Andy Marshall diventa il portiere titolare della rosa. Il 24 gennaio 2001 sottoscrive un nuovo contratto valido fino al 30 giugno 2005.
Il 16 agosto 2006 il Norwich City annuncia di aver accettato un'offerta di 2 milioni di sterline per cederlo al West Ham. Il 19 agosto sottoscrive un contratto quadriennale con gli Hammers. Esordisce in campionato il 19 ottobre contro il Tottenham.
Il 4 giugno 2012 David Gold - presidente degli Hammers - annuncia che il suo contratto, in scadenza, non sarà rinnovato.
Il 21 giugno passa a parametro zero al QPR, sottoscrivendo un contratto biennale. Esordisce con gli Hoops il 18 agosto in QPR-Swansea (0-5). In seguito all'arrivo in porta di Júlio César perde il posto da titolare, venendo scalato nelle gerarchie da quest'ultimo.

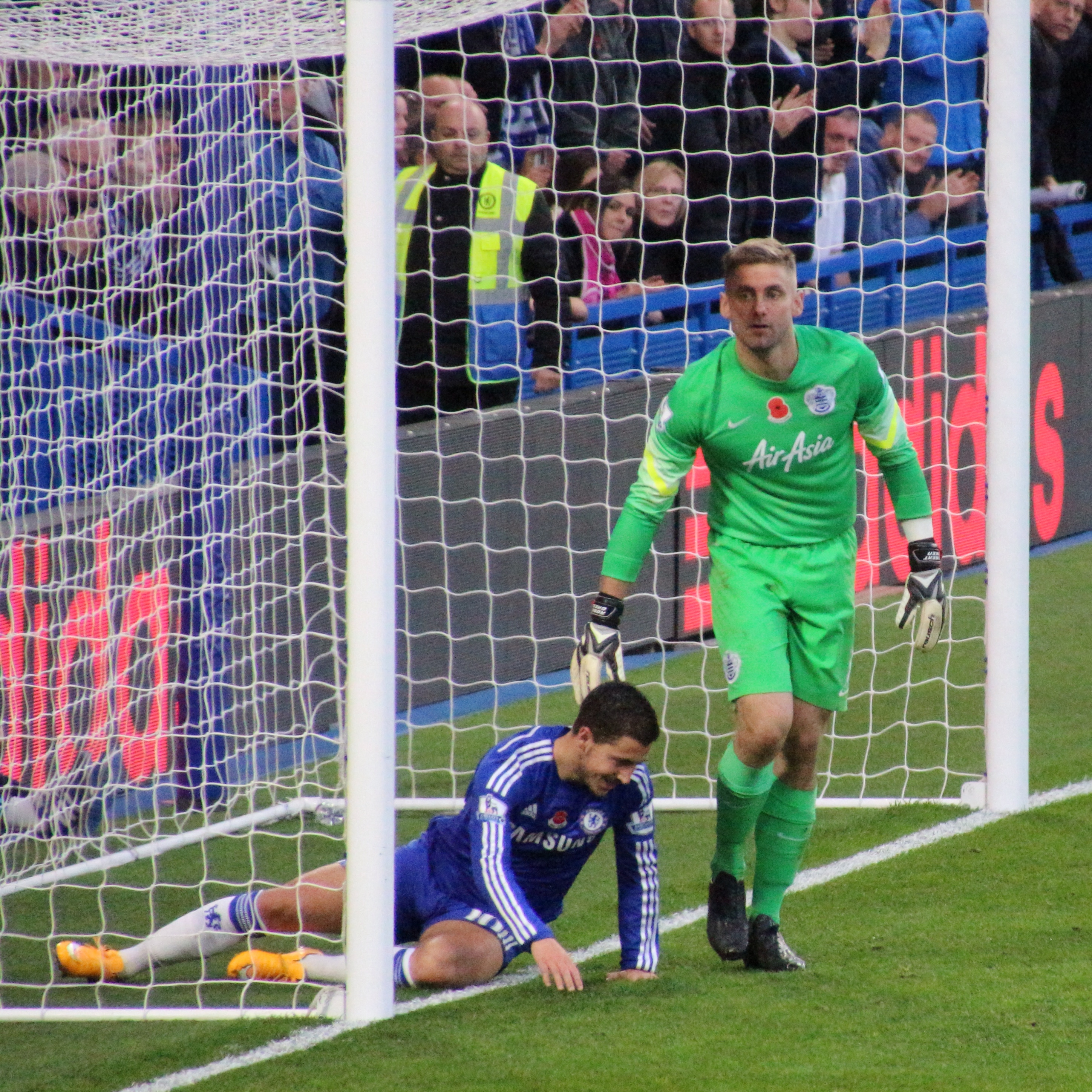
Green nel corso della sfida contro il Chelsea

A causa dei persistenti infortuni del portiere brasiliano si riprende il posto tra i pali.
L'11 luglio 2014 rinnova il proprio contratto fino al 2016. Il 9 maggio 2016 la società comunica che lascerà la squadra a fine stagione. Pochi mesi prima era stato messo fuori rosa - per via dell'elevato ingaggio percepito - a causa di una clausola che prevedeva il rinnovo automatico del contratto al raggiungimento delle 30 presenze stagionali.
Il 6 luglio 2016 viene tesserato per una stagione dal Leeds, in Championship. Il 27 agosto 2017 passa a parametro zero all'Huddersfield Town, firmando un contratto annuale con opzione di rinnovo. Il 29 Maggio 2019, con la maglia del Chelsea, conquista la UEFA Europa League.

### Nazionale
Il 27 marzo 2004 viene convocato dalla selezione inglese per prendere parte all'amichevole contro la Svezia, tuttavia senza scendere in campo. Esordisce con la maglia dei Tre Leoni il 31 maggio 2005 contro la Colombia, subentrando nella ripresa al posto di David James.
Inserito nella lista dei convocati che prenderanno parte ai Mondiali 2006, subisce però un infortunio che lo costringe a saltare la manifestazione, venendo sostituito da Scott Carson.
Nel 2010 viene selezionato dal CT Fabio Capello nella lista dei 23 convocati che parteciperanno al Mondiali 2010 svolto in Sudafrica. Durante la manifestazione, degno di nota è un suo errore che favorisce la rete di Clint Dempsey - e il conseguente pareggio per 1-1 - nella partita disputata contro gli Stati Uniti che gli costerà numerose critiche da parte della stampa inglese e il posto da titolare.
Il 16 maggio 2012 Roy Hodgson lo inserisce nella lista dei convocati che prenderanno parte alla spedizione per gli Europei 2012, coprendo il ruolo di secondo portiere alle spalle di Joe Hart.

## Statistiche

### Presenze e reti nei club
Statistiche aggiornate al 22 agosto 2017.
| Stagione            | Squadra             | Campionato          | Campionato | Campionato | Coppe nazionali | Coppe nazionali | Coppe nazionali | Coppe continentali | Coppe continentali | Coppe continentali | Altre coppe | Altre coppe | Altre coppe | Totale | Totale |
| Stagione            | Squadra             | Comp                | Pres       | Reti       | Comp            | Pres            | Reti            | Comp               | Pres               | Reti               | Comp        | Pres        | Reti        | Pres   | Reti   |
| ------------------- | ------------------- | ------------------- | ---------- | ---------- | --------------- | --------------- | --------------- | ------------------ | ------------------ | ------------------ | ----------- | ----------- | ----------- | ------ | ------ |
| 1998-1999           | Norwich City        | FD                  | 2          | -2         | FACup+CdL       | 0+0             | 0               | -                  | -                  | -                  | -           | -           | -           | 2      | -2     |
| 1999-2000           | Norwich City        | FD                  | 3          | -6         | FACup+CdL       | 0+0             | 0               | -                  | -                  | -                  | -           | -           | -           | 3      | -6     |
| 2000-2001           | Norwich City        | FD                  | 5          | -9         | FACup+CdL       | 0+0             | 0               | -                  | -                  | -                  | -           | -           | -           | 5      | -9     |
| 2001-2002           | Norwich City        | FD                  | 41+3       | -49 + -3   | FACup+CdL       | 2+1             | -4 + -1         | -                  | -                  | -                  | -           | -           | -           | 47     | -57    |
| 2002-2003           | Norwich City        | FD                  | 46         | -49        | FACup+CdL       | 3+1             | -3 + -3         | -                  | -                  | -                  | -           | -           | -           | 50     | -55    |
| 2003-2004           | Norwich City        | FD                  | 46         | -39        | FACup+CdL       | 1+1             | -3 + -1         | -                  | -                  | -                  | -           | -           | -           | 48     | -43    |
| 2004-2005           | Norwich City        | PL                  | 38         | -75        | FACup+CdL       | 1+2             | -1 + -2         | -                  | -                  | -                  | -           | -           | -           | 41     | -78    |
| 2005-2006           | Norwich City        | FLC                 | 42         | -60        | FACup+CdL       | 1+2             | -2 + -2         | -                  | -                  | -                  | -           | -           | -           | 45     | -64    |
| Totale Norwich City | Totale Norwich City | Totale Norwich City | 223+3      | -289 + -3  |                 | 15              | -21             |                    | -                  | -                  |             | -           | -           | 241    | -313   |
| 2006-2007           | West Ham Utd        | PL                  | 26         | -39        | FACup+CdL       | 0+1             | -2              | CU                 | 0                  | 0                  | -           | -           | -           | 27     | -41    |
| 2007-2008           | West Ham Utd        | PL                  | 38         | -50        | FACup+CdL       | 2+1             | -1 + -2         | -                  | -                  | -                  | -           | -           | -           | 41     | -53    |
| 2008-2009           | West Ham Utd        | PL                  | 38         | -45        | FACup+CdL       | 4+1             | -3 + -1         | -                  | -                  | -                  | -           | -           | -           | 43     | -49    |
| 2009-2010           | West Ham Utd        | PL                  | 38         | -66        | FACup+CdL       | 1+2             | -2 + -4         | -                  | -                  | -                  | -           | -           | -           | 41     | -72    |
| 2010-2011           | West Ham Utd        | PL                  | 37         | -69        | FACup+CdL       | 4+3             | -5 + -4         | -                  | -                  | -                  | -           | -           | -           | 44     | -78    |
| 2011-2012           | West Ham Utd        | FLC                 | 42+3       | -45 + -1   | FACup+CdL       | 0+0             | 0               | -                  | -                  | -                  | -           | -           | -           | 45     | -46    |
| Totale West Ham     | Totale West Ham     | Totale West Ham     | 219+3      | -314 + -1  |                 | 19              | -24             |                    | 0                  | 0                  |             | -           | -           | 241    | -339   |
| 2012-2013           | QPR                 | PL                  | 16         | -23        | FACup+CdL       | 2+1             | -4 + -0         | -                  | -                  | -                  | -           | -           | -           | 19     | -27    |
| 2013-2014           | QPR                 | FLC                 | 45+3       | -41 + -1   | FACup+CdL       | 0+0             | 0               | -                  | -                  | -                  | -           | -           | -           | 48     | -42    |
| 2014-2015           | QPR                 | PL                  | 36         | -65        | FACup+CdL       | 0+0             | 0               | -                  | -                  | -                  | -           | -           | -           | 36     | -65    |
| 2015-2016           | QPR                 | FLC                 | 24         | -29        | FACup+CdL       | 0+1             | 0               | -                  | -                  | -                  | -           | -           | -           | 25     | -29    |
| Totale QPR          | Totale QPR          | Totale QPR          | 121+3      | -158 + -1  |                 | 4               | -4              |                    | -                  | -                  |             | -           | -           | 128    | -163   |
| 2016-2017           | Leeds Utd           | FLC                 | 46         | -47        | FACup+CdL       | 0+1             | -2              | -                  | -                  | -                  | -           | -           | -           | 47     | -49    |
| ago. 2017           | Leeds Utd           | FLC                 | 0          | 0          | FACup+CdL       | 0+1             | -1              | -                  | -                  | -                  | -           | -           | -           | 1      | -1     |
| Totale Leeds        | Totale Leeds        | Totale Leeds        | 46         | -47        |                 | 2               | -3              |                    | -                  | -                  |             | -           | -           | 48     | -50    |
| 2017-2018           | Huddersfield Town   | PL                  | 0          | 0          | FACup+CdL       | 0+0             | 0               | -                  | -                  | -                  | -           | -           | -           | 0      | 0      |
| 2018-2019           | Chelsea             | PL                  | 0          | 0          | FACup+CdL       | 0+0             | 0               | UEL                | 0                  | 0                  | CS          | 0           | 0           | 0      | 0      |
| Totale carriera     | Totale carriera     | Totale carriera     | 618        | -813       |                 | 40              | -52             |                    | 0                  | 0                  |             | 0           | 0           | 658    | -865   |

### Cronologia presenze e reti in nazionale
| Cronologia completa delle presenze e delle reti in nazionale ― Inghilterra | Cronologia completa delle presenze e delle reti in nazionale ― Inghilterra | Cronologia completa delle presenze e delle reti in nazionale ― Inghilterra | Cronologia completa delle presenze e delle reti in nazionale ― Inghilterra | Cronologia completa delle presenze e delle reti in nazionale ― Inghilterra | Cronologia completa delle presenze e delle reti in nazionale ― Inghilterra | Cronologia completa delle presenze e delle reti in nazionale ― Inghilterra | Cronologia completa delle presenze e delle reti in nazionale ― Inghilterra |
| Data                                                                       | Città                                                                      | In casa                                                                    | Risultato                                                                  | Ospiti                                                                     | Competizione                                                               | Reti                                                                       | Note                                                                       |
| -------------------------------------------------------------------------- | -------------------------------------------------------------------------- | -------------------------------------------------------------------------- | -------------------------------------------------------------------------- | -------------------------------------------------------------------------- | -------------------------------------------------------------------------- | -------------------------------------------------------------------------- | -------------------------------------------------------------------------- |
| 31-5-2005                                                                  | East Rutherford                                                            | Inghilterra                                                                | 3 – 2                                                                      | Colombia                                                                   | Amichevole                                                                 | -1                                                                         | 46’                                                                        |
| 11-2-2009                                                                  | Siviglia                                                                   | Spagna                                                                     | 2 – 0                                                                      | Inghilterra                                                                | Amichevole                                                                 | -1                                                                         | 46’                                                                        |
| 6-6-2009                                                                   | Almaty                                                                     | Kazakistan                                                                 | 0 – 4                                                                      | Inghilterra                                                                | Qual. Mondiali 2010                                                        | -                                                                          |                                                                            |
| 10-6-2009                                                                  | Londra                                                                     | Inghilterra                                                                | 6 – 0                                                                      | Andorra                                                                    | Qual. Mondiali 2010                                                        | -                                                                          |                                                                            |
| 12-8-2009                                                                  | Amsterdam                                                                  | Paesi Bassi                                                                | 2 – 2                                                                      | Inghilterra                                                                | Amichevole                                                                 | -2                                                                         |                                                                            |
| 5-9-2009                                                                   | Londra                                                                     | Inghilterra                                                                | 2 – 1                                                                      | El Salvador                                                                | Amichevole                                                                 | -1                                                                         |                                                                            |
| 9-9-2009                                                                   | Londra                                                                     | Inghilterra                                                                | 5 – 1                                                                      | Croazia                                                                    | Qual. Mondiali 2010                                                        | -1                                                                         |                                                                            |
| 10-10-2009                                                                 | Dnipropetrovs'k                                                            | Ucraina                                                                    | 1 – 0                                                                      | Inghilterra                                                                | Qual. Mondiali 2010                                                        | -                                                                          | 14’                                                                        |
| 3-3-2010                                                                   | Londra                                                                     | Inghilterra                                                                | 3 – 1                                                                      | Egitto                                                                     | Amichevole                                                                 | -1                                                                         |                                                                            |
| 24-5-2010                                                                  | Londra                                                                     | Inghilterra                                                                | 3 – 1                                                                      | Messico                                                                    | Amichevole                                                                 | -1                                                                         | 46’                                                                        |
| 12-6-2010                                                                  | Rustenburg                                                                 | Inghilterra                                                                | 1 – 1                                                                      | Stati Uniti                                                                | Mondiali 2010 - 1º turno                                                   | -1                                                                         |                                                                            |
| 26-5-2012                                                                  | Oslo                                                                       | Norvegia                                                                   | 0 – 1                                                                      | Inghilterra                                                                | Amichevole                                                                 | -                                                                          |                                                                            |
| Totale                                                                     |                                                                            | Presenze                                                                   | 12                                                                         |                                                                            | Reti                                                                       | -9                                                                         |                                                                            |

## Palmarès

### Competizioni nazionali
- Football League Championship: 1

Norwich City: 2003-2004

### Competizioni internazionali
- UEFA Europa League: 1

Chelsea: 2018-2019